# Сампайю (Вила-Флор)
Сампайю (порт. Sampaio) — населённый пункт и район в Португалии, входит в округ Браганса. Является составной частью муниципалитета Вила-Флор. По старому административному делению он входил в провинцию Траз-уж-Монтиш и Алту-Дору. Входит в экономико-статистический субрегион Доуру, который входит в Северный регион. Население составляет 192 человека на 2001 год. Занимает площадь 8,92 км².